# 香城会
香城会（こうじょうかい）は、創価学会の女性部に所属する既婚の女性会員を中心に構成されている会合運営を行う人材グループ。

## 概要
創価学会の歴史と理念を学び、大きな会合の運営に携わっている。大きな規模の会合が開催される際には、会館内での受付や場内整理などを行っている。仏道修行の一環として無償奉仕で活動している。

## 役職
委員長、副委員長、書記長、主任部長、部長、班長などの役職がある。

## 備考
- 2020年（令和2年）より新型コロナウイルス感染症が蔓延したことで感染症予防のために、創価学会の会館の利用が減少して動画配信やオンライン会合が開催される場合が多くなった。

- 香城会は婦人部（既婚の女性が所属）で構成されている人材グループであり、平日に創価学会の本部幹部会などの大きな会合が開催される際、会館の駐車場の整理や入場案内などの会合運営を行っている。

- 香城会は、創価学会の組織の中核ともいうべき「女性部」の幹部候補生となる人材育成を行うためのグループである。